# 穆哈列比
穆哈列比（阿拉伯语：‎；希伯來語：‎）為源自波斯地區的一種甜牛奶布丁，其主要由米、糖、牛奶與米粉、澱粉或粗麵粉等材料製成，是在中东一帶廣受歡迎的甜品。